# بينجامين جينتون
بينجامين جينتون (بالفرنسية: Benjamin Genton)‏ (مواليد 20 مايو 1980 في باريس - فرنسا) لاعب كرة قدم فرنسي يلعب حاليا لصالح نادي الدرجة الأولى لوريان الفرنسي منذ 2004 في مركز قلب الدفاع .

## روابط خارجية
- بينجامين جينتون على موقع رابطة كرة القدم الفرنسية للمحترفين (الإنجليزية)
- بينجامين جينتون على موقع قاعدة بيانات كرة القدم.إي يو (الإنجليزية)
- بينجامين جينتون على موقع ليكيب (الفرنسية)